# Magozal
Magozal en una localidad rural del municipio de Chontla (la quinta por el número de sus habitantes), ubicada en el norte del estado de Veracruz de Ignacio de la Llave, dentro de la región Huasteca Baja, al este de México.

### Localización
Magozal se localiza en las coordenadas geográficas 97° 58’ 52.285” de longitud oeste y 21° 34’ 04.803” de latitud norte, a una altitud de 47 metros sobre el nivel medio del mar.

### Población
En 2020 había 533 habitantes (272 mujeres y 261 hombres) en 235 viviendas. A diferencia de las localidades más grandes de su municipio, Magozal prácticamente no tiene hablantes de lengua indígena, pues apenas se registró uno en el último Censo de Población y Vivienda. La escolaridad promedio ronda los siete años.
'
| Nombre de la localidad | Total de viviendas | Población total | Población femenina | Población masculina | Población de tres años y más que habla alguna lengua indígena | Grado promedio de escolaridad en años |
| ---------------------- | ------------------ | --------------- | ------------------ | ------------------- | ------------------------------------------------------------- | ------------------------------------- |
| Total del municipio    | 4,980              | 13,359          | 6,833              | 6,526               | 2,939                                                         | 6.73                                  |
| Chontla                | 829                | 2,298           | 1,201              | 1,097               | 140                                                           | 8.84                                  |
| San Francisco          | 587                | 1,655           | 862                | 793                 | 704                                                           | 6.51                                  |
| San Juan Otontepec     | 373                | 1174            | 601                | 573                 | 286                                                           | 6.42                                  |
| Las Cruces             | 257                | 670             | 348                | 322                 | 272                                                           | 5.96                                  |
| Magozal                | 235                | 533             | 272                | 261                 | 1                                                             | 6.98                                  |

### Toponimia
El origen del nombre de esta localidad es incierto, pero existen varias versiones, algunas sólo orales, pero todas basadas en meras suposiciones sin apoyo documental alguno.